# Masoreus ridiculus
Masoreus ridiculus är en skalbaggsart som beskrevs av Ludwig Wilhelm Schaufuss. Masoreus ridiculus ingår i släktet Masoreus och familjen jordlöpare. Inga underarter finns listade i Catalogue of Life.